# Antoine Furetière

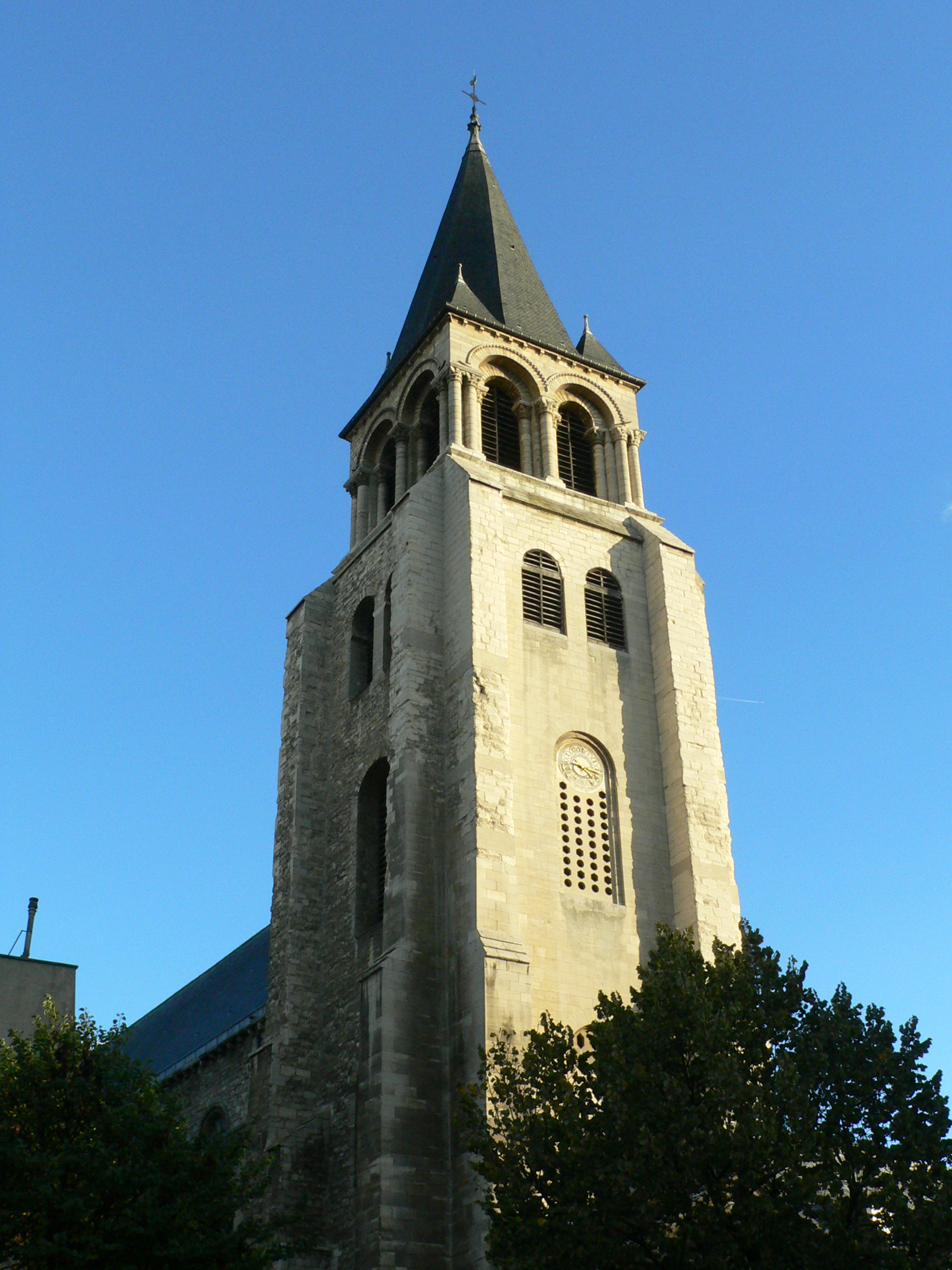
A Saint-Germain-des-Prés apátság temploma

Antoine Furetière (Párizs, 1619. december 28. – Párizs, 1688. május 14.) jogász, francia költő, mese- és regényíró, lexikográfus.
Leghíresebb regénye a Le Roman bourgeois (1666) (magyarul: A polgárregény). Híres és még ma is kézikönyv az ő szótára, a Dictionnaire Universel (1684, 1687, posztumusz 1690, magyarul: Egyetemes szótár).

## Életpályája
Párizsi középpolgári család gyermekeként látta meg a napvilágot. Atyja a király szobájának, majd a király fogasának volt a titkára. Manapság ez igen furcsának tűnhet, de a 17. századi Franciaországban ezen vásárolt tisztségek jó jövedelmet biztosítottak egy-egy családnak, így a Furetière családnak is.
A továbbtanulás Furetière számára biztosított volt, szülei jogászi pályára szánták. A kollégiumban már 17 éves korában megismerkedett La Fontaine-nel egy Kerek asztal nevű fiatal írói csoportban, amely szívesen élcelődött a nevetséges kényeskedőkön, azokon a polgárokon, akik az előkelő arisztokraták stílusát utánozták, később Molière eleveníti meg kitűnően az ő alakjaikat Nevetséges kényeskedők c. vígjátékában.
Furetière érdeklődése egyre inkább az antik irodalom és a keleti nyelvek felé fordult, de mindemellett szülei kívánságát teljesítette, befejezte jogi tanulmányait. A kamara ügyvédnek nyilvánította. Ezek után Furetière tisztséget vásárolt, 1645-től a Saint-Germain-des-Prés Apátság jogi tanácsadója, majd 1652-től az apátsági igazságszolgáltatás főnöke lett, de még ugyanebben az esztendőben egy befolyásosabb riválisát nevezték ki helyette. Furetière erre belépett az egyházi rendbe, s már 1662 végén Chalivoly apátja lett a bourges-i egyházmegyében, majd ezt a helyet a chuisines-i perjeli állásra cserélte Eure-et-Loir egyházmegyében.
Az említett egyházi tisztségek lehetővé tették számára, hogy tehetsége és ideje nagy részét az irodalomnak szentelje. Regényei, meséi, versei jelentek meg, már 1662-ben bekerült a „halhatatlanok” közé, a Francia Akadémia tagja lett, hamarosan ő köszöntötte műveinek felolvasásával az akadémia újabb tagját, Racine-t. Racine, La Fontaine mellett Nicolas Boileau barátságát is bírta.

## Le Dictionnaire (A Szótár)

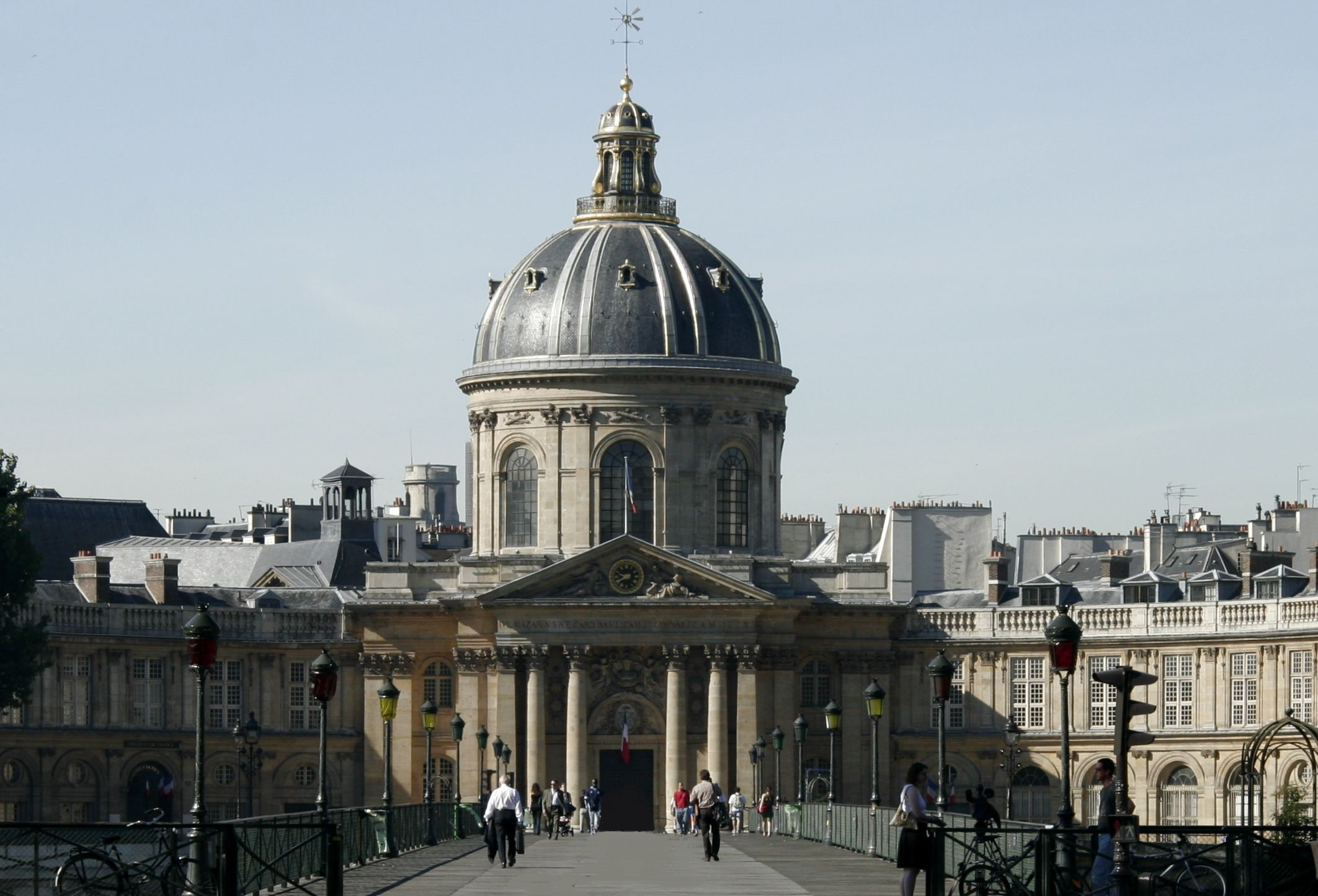
A Francia Akadémia épülete

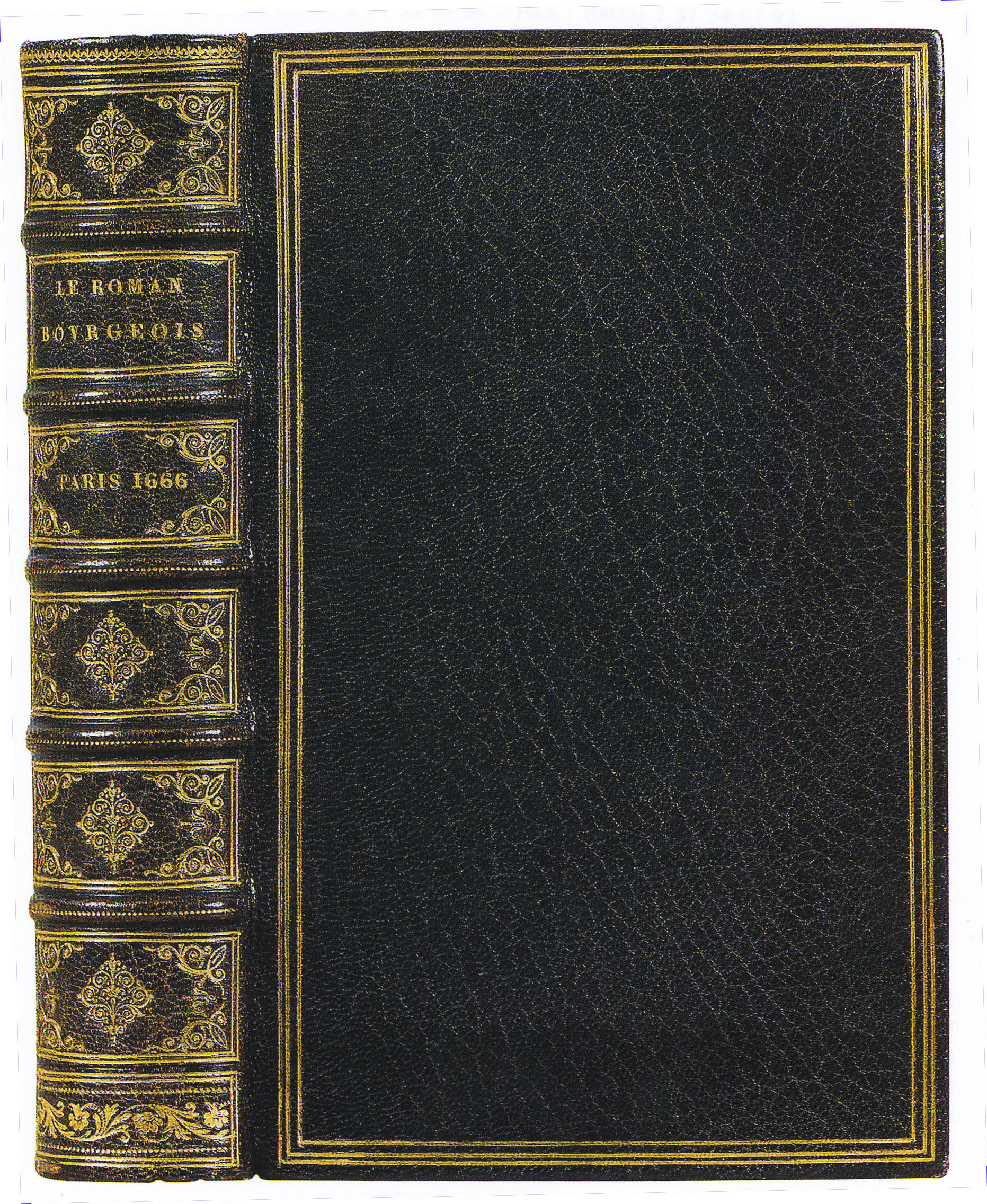
A polgárregény
(Párizs, 1666)
(reprint)

Furetière akadémiai pályafutása Colbert-hez kapcsolódott, kancellárja lett az akadémiának 1675-ben, majd igazgatója 1680-ban, Colbert halálakor ő szervezte a gyászszertartásokat. Colbert halála után összeütközésbe került akadémikus társaival, igen elégedetlen volt azzal, hogy a még Richelieu bíboros által kért francia akadémiai értelmező szótár (Dictionnaire de l'Académie française) még mindig nincs kész, holott az akadémikusok elsődleges feladata a szótárkészítés, s ők döntik el, mely szavak használhatók, s melyek nem, mintegy a francia nyelv őrei.
Furetière előjogot kért a királytól saját szótárának kiadására, a király megadta az engedélyt, s 1684-ben Essais d'un dictionnaire Universel (Egyetemes szótár kísérlete) címmel meg is jelent a szótár. Ebből lett aztán a nagy botrány, mert látták az akadémikusok, hogy Furetière a köznapi szavakat is felvette a szótárába, holott az, hogy mi kerülhet be egy francia szótárba, kizárólag az akadémia privilégiuma eldönteni. Racine kivételével minden akadémikus megszavazta Furetière kizárását a tagok sorából, 1685. január 22-én kizárták a Francia Akadémiából, még ugyanebben az évben a szótár betiltását is elérték. Egy év múlva azonban a király ismét előjogot adott Furetière-nek a szótár kiadására. Furetière 1688-ban halt meg, szótára majd újból megjelent 1690-ben most már Dictionnaire Universel címmel Pierre Bayle előszavával, s aztán nagyon sokáig ez volt a legkeresettebb szótár Franciaországban, azóta is a francia és az európai szellemi kultúra szerves része.
A Le Dictionnaire 1684-es első kiadásától fogva 1732-ig tíz kiadást ért meg, a "mindent tudás" kézi szótára lett, hagyományt teremtett, utat tört a francia enciklopédia-kiadásoknak, melyek közül majd a legnevezetesebb Voltaire, Rousseau, Diderot, Montesquieu stb. francia szerzők Nagy Francia Enciklopédiája a 18. századi Franciaországban.

## Jelentősége
Antoine Furetière lexikográfusi tevékenységének jelentősége ma már történelmi tény. Az irodalmi művei viszont gyakran mintha teljesen "Csipkerózsika" álmukba merülnének, aztán meg, kivált a 20. század végén és a 21. század elején újra "felfedezik" honfitársai, a németországiak, s végre a magyarországiak is. Kivált A polgárregény került előtérbe, s teljes joggal, mert a 17. században kibontakozó polgári társadalomról annyit tudott, amennyit sokan ma sem. Szociográfus szemmel jeleníti meg a születő újat annak minden nyűgével. Antoine Furetière-nek nemcsak múltja van, s szerepe az elmúlt francia irodalom történetben, itt áll előtte a jövő. S még stílusában is, a mese, a legenda, a naturális valóság mellé bekerül a kollázs, például egy éppen meghalt író nyomorúságos hagyatékának leltárát simán beemeli A polgárregénybe.

## Művei

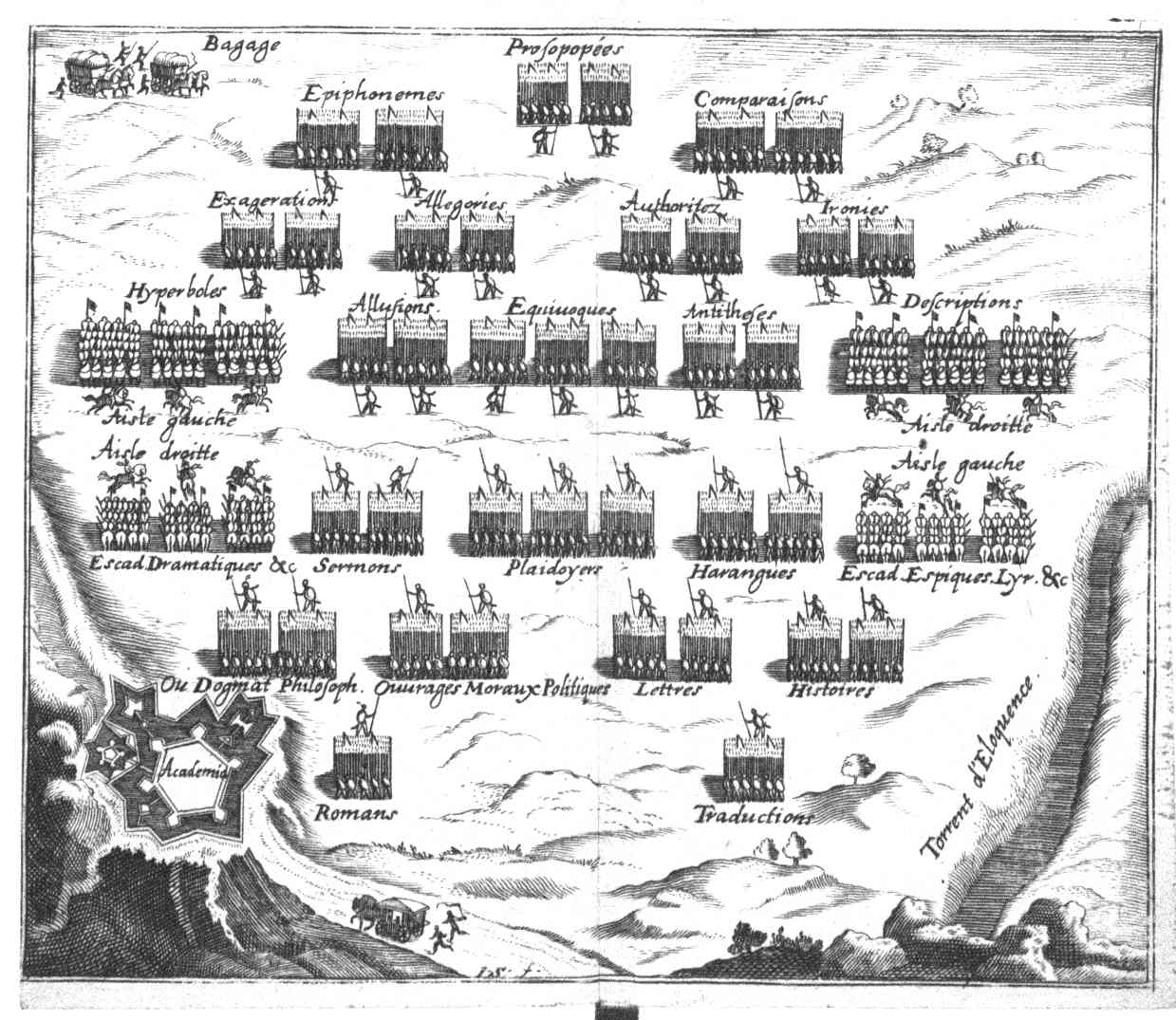
A nyelvtan és a stílus allegóriája, feltehetően Furetière rajza

### Irodalmi alkotásai
- L'Énéide travestie (1648-1653)
- Poésies diverses (1655)
- Nouvelle allégorique ou Histoire des derniers troubles arrivés au royaume d'Éloquence (1659)
- Le Voyage de Mercure (1659)
- Le Roman bourgeois (A polgárregény) (1666)
- Collaboration à la rédaction des Plaideurs de Racine (1668)
- Couches de l'Académie, factum satirique (Amsterdam, 1687)

### A szótár
- Essay d’un dictionnaire universel, recueilli et compilé par messire Antoine Furetière, s. l., 1684. (Reprint kiadás, Slatkine, Genève, 1970.)
- 2. kiadás, Amsterdam, 1685.
- 3. kiadás, Amsterdam, 1687.
- Dictionnaire universel contenant généralement tous les mots françois tant vieux que modernes, & les Termes de toutes les Sciences et des Arts, sçavoir …Le tout eqxtrait des plus excellens Auteurs anciens & modernes. Recueilli & compilé par feu Messire Antoine FURETIERE, Abbé de Chalivoy, de l’Academie Françoise, Préface de Pierre Bayle, La Haye et Rotterdam, 1690.

Reprint kiadása: SLN-Le Robert, Paris, 1978. Inroduction par Alain REY, p. 7-95 Le troisième volume de cette reproduction contient une bibliographie très complète.
- Id, Ibid., 1694.

Reprint kiadás, Slatkine, Genève, 1970.
- Dictionnaire universel contenant généralement tous les mots françois tant vieux que modernes […], 2e édition, revue, corrigée et augmentée par M. BASNAGE DE BAUVAL, La Haye et Rotterdam, Leers, 3 vol., 1701.
- Id., Ibid., 1702.
- Id., Ibid., 1708.
- Id., […], revu par M. Butel de la Rivière, La Haye, Husson, 4 vol., 1727.
- Id., […] françois et latin […], nouvelle éd., Paris, 5 vol., 1732.[4]

## Magyarul

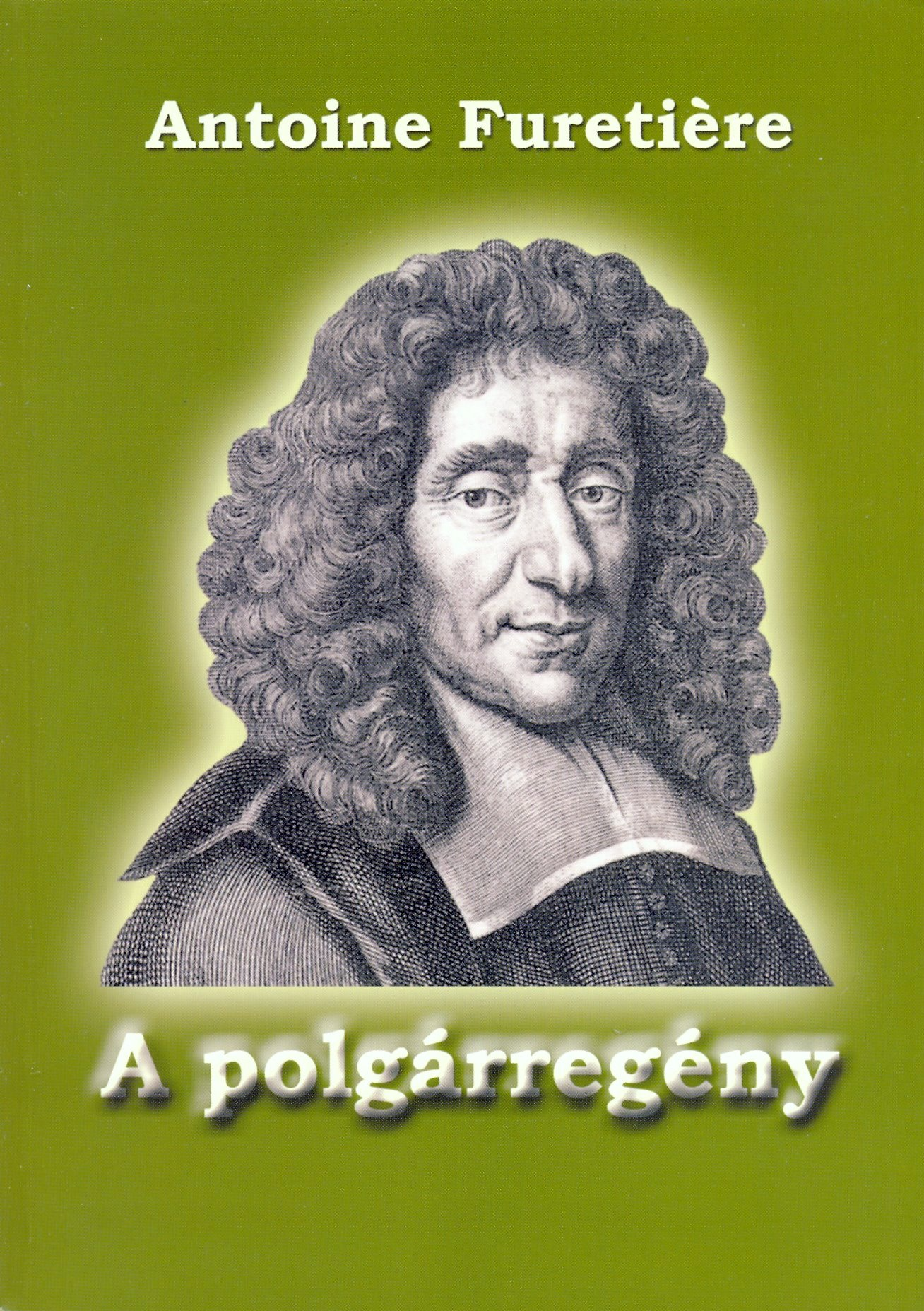
A polgárregény magyarul
(2009).

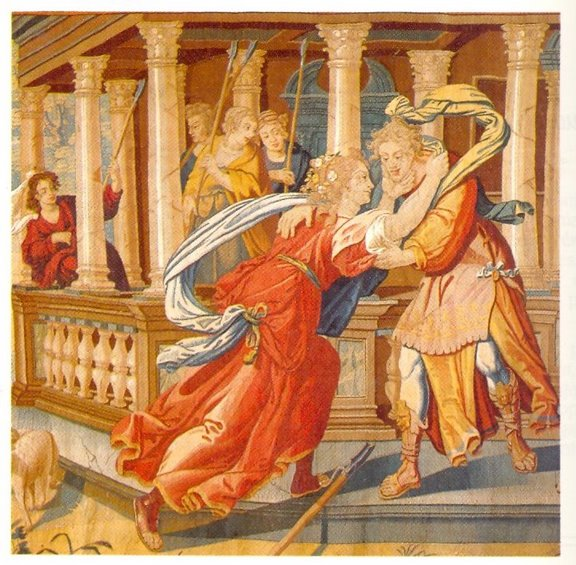
Illusztráció A polgárregényhez

- A polgárregény; ford., előszó Újfalusi Németh Jenő; Eötvös, Bp., 2009, 172 o., ill. (Eötvös Klasszikusok sorozat; 93. köt.) ISBN 9789637338939

## Társasági tagság
- Francia Akadémia (1662–1665)